# 한자치
한자치(중국어 간체자: 韩佳奇, 1999년 7월 3일 ~ )은 중국의 축구 선수이다.